# Kirche Albshausen (Rauschenberg)

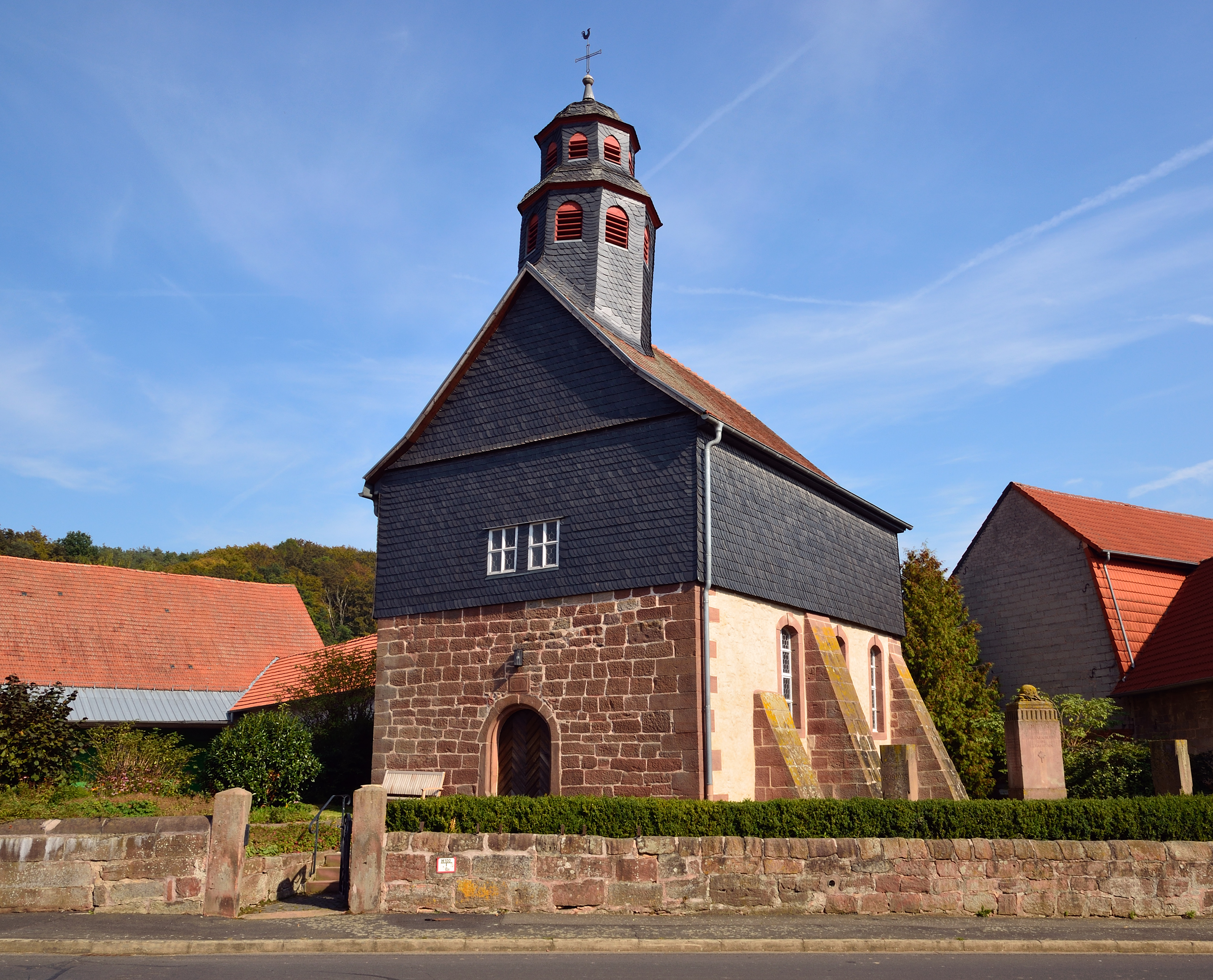
Kirche Albshausen, 2011

Die evangelisch-unierte Kirche Albshausen steht in Albshausen, einem Ortsteil der Großgemeinde Rauschenberg im Landkreis Marburg-Biedenkopf in Hessen. Die Kirchengemeinde gehört zum Kirchenkreis Kirchhain im Sprengel Marburg der Evangelischen Kirche von Kurhessen-Waldeck.

## Beschreibung
Die Saalkirche hat einen dreiseitig abgeschlossenen, spätgotischen Chor im Osten. Das breitere Kirchenschiff ist im Kern ebenfalls spätgotisch, es wurde 1711–14 mit einem Geschoss aus schiefergedecktem Holzfachwerk aufgestockt. Der Dachstuhl von 1576 wurde wiederverwendet. Im Westen erhebt sich seit 1681 aus dem Satteldach des Kirchenschiffs ein achtseitiger Dachreiter, der mit einer gestaffelten Haube bedeckt ist. Hinter seinen Klangarkaden befindet sich der Glockenstuhl, in dem 3 Kirchenglocken hängen, die am Anfang des 15. Jahrhunderts, 1735 und 1767 gegossen wurden. Der Innenraum, er hat Emporen an drei Seiten, ist mit einem flachbogigen, hölzernen Kreuzrippengewölbe auf Konsolen überspannt. Am Triumphbogen befindet sich die steinerne Kanzel von 1681, die mit Reliefs verziert ist, sie zeigen die 4 Evangelisten. Das Kruzifix am Altar ist barock. Der Taufengel und das Taufbecken stammen aus dem 19. Jahrhundert. Die erste Orgel mit 9 Registern, einem Manual und einem Pedal wurde 1882 von Peter Dickel gebaut. Sie wurde 1968 durch eine Orgel mit 5 Registern und einem Manual von Gerald Woehl ersetzt. Der alte Prospekt blieb erhalten.